# Ana Družić
Ana Družić (* 14. Juni 1992 in Slavonski Brod) ist eine ehemalige kroatische Fußballspielerin.

## Karriere

### Verein
Družić begann ihre Karriere in ihrer Geburtsstadt Slavonski Brod beim ŽNK Viktorija. Dort rückte sie in der Saison 2010/11 in die Seniorenmannschaft auf und absolvierte am 11. September 2010 im Spiel gegen den ŽNK Agram ihr Debüt, als sie in der 38 Minute für Jasna Kolundžić eingewechselt wurde.

### International
Družić spielte ihr einziges A-Länderspiel am 19. August 2009 bei einem 1:1 in einem Freundschaftsspiel gegen Bosnische-Herzegowina. Zuvor hatte sie fünfmal für die U-17 und zwei Spiele für die kroatische U-19 absolviert.